# Hrebienky
Hrebienky (1086,9 m n. m.  ) je vrchol v hlavním hřebeni pohoří Vtáčnik. Nachází se v centrální části pohoří, nad obcí Podhradie a pokrývá ho smíšený les.
Vrchem prochází hranice Chráněné krajinné oblasti Ponitrie.

## Přístup
- po  červené značce
  - po hřebeni z Tri chotáre (1144 m n. m.)
  - po hřebeni z Jarabej skaly 1169 m n. m.)
- po  žluté značce z Podhradia přes Jarabú skalu [2]